# David Pareus
David Wängler, dit Pareus, né le 30 décembre 1548 à Frankenstein in Schlesien et mort le 15 juin 1622 à Heidelberg, est un théologien protestant allemand.

## Biographie
Pareus étudia d’abord à Hirschberg. De bonne heure, il grécisa le nom de son père, le magistrat Jean Wängler, de même qu’il abandonna la religion luthérienne pour le calvinisme, sur les conseils de son maitre Christophe Schilling, qui le fit entrer, en 1566, au collège de la Sapience (en) à Heidelberg où il étudia la théologie sous la direction de Zacharias Ursinus. Il y fut nommé, en 1596, professeur de l’Ancien Testament, et en 1602, professeur du Nouveau Testament. En 1584, il devint professeur dans cet établissement après avoir exercé le ministère évangélique dans divers lieux. Depuis 1598, il occupa une chaire d’exégèse à l’université d’Heidelberg, et soutint les luttes les plus vives contre plusieurs théologiens luthériens et catholiques. La correspondance qu’il échangea avec le jésuite Johannes Magirus (de) sur l’autorité religieuse a été publiée en 1604. Il était partisan de demander aux princes de rendre compte de leurs actions, opinion qui le rendit suspect en Angleterre, où ses livres furent brulés publiquement, en 1622, par ordre des universités d’Oxford et de Cambridge, comme attentatoire à l’autorité royale. Il était le père de Johann Philipp Pareus et le grand-père de Daniel Pareus, tous deux philologues.

## Publications
- Calvinus orthodoxus de sancta Trinitate, Neustadt, 1595
- Exercitationes philosophicæ et theologicæ, Heidelberg, 1609, in-8°
- Disputationes theologica, Francfort, 1610, in-8°
- Irenicus, seu de unione evangelicorum, Heidelberg, 1614, in-4°.Cet ouvrage contient les principes d’après lesquels l’auteur voulait amener un accord entre les luthériens et les calvinistes, et qui  furent attaqués avec violence par Hutter et Albert Grauer (de).
- Commentarius in Epistolam ad Romanos, Francfort, 1609, in-4°.Cet ouvrage fut brulé publiquement par ordre des universités d’Oxford et de Cambridge, comme attentatoire à l’autorité royale.
- Thesaurus biblicus, Heidelberg, 1621, in-8°.Cet ouvrage fait partie, avec le précédent, des travaux exégétiques de Pareus, qui furent réunis en deux volumes in-fol. (Francfort, 1628).
- Opera theologica ont été recueillis en 4 vol. in-fol. ; Genève, 1642-1650 ; Francfort, 1647Ils sont précédés de sa biographie écrite par son fils, et publiée à part, 1633, in-12.

Il a également publié en 1587, à Neustadt, une traduction allemande de la Bible, qui l’engagea dans une ardente polémique.

## Sources
- Ferdinand Hœfer, Nouvelle biographie générale depuis les temps les plus reculés jusqu’à nos jours, t. 49, Paris, Firmin Didot, 1865, 1024 p. (lire en ligne), p. 200